# Чиполата
Чипола́та ― свинячі ковбаски, швидше за все, вперше приготовані у Франції (ковбаси з такою назвою з'явилися в 1903 році на сторінках «Le guide culinaire» Оґюста Ескоф'є. Зазвичай ковбаски чиполата подаються на сніданок.
Чиполату готують з грубо рубаною свинини, приправленої сіллю, перцем, травами та спеціями (шавлія, чебрець, запашний перець або мускатний горіх). Назва походить від італійського cipollata (італ. cipolla ― цибуля), але за межами Італії в чиполату при приготуванні не додають цибулю.
Поширена у Великій Британії і часто з'являється на Різдвяному столі загорнута в бекон, як сосиска в тісті.
В Австралії та Новій Зеландії чиполата готується з яловичини і баранини, подається до сніданку або обсмажується на грилі.
Гарнір а-ля чиполата складається з цибулі, ковбасок чиполата, каштанів, солоної свинини, іноді моркви в Демігляс або соусі Мадера.